# ان‌اس‌یو اسپایدر
ان‌اس‌او اسپایدر (NSU Spider) خودرویی است که در سال‌های ۱۹۶۴ تا ۱۹۶۷، و اوّلین خودرو با موتور ِ وانکل تولید شده است.
طراحی آن خودروهای موتور عقب-محور عقب بوده طول آن در حالت طبیعی ۳٬۵۸۰ میلیمتر (۱۴۱ اینچ)، عرض آن در حالت طبیعی ۱٬۵۲۰ میلیمتر (۶۰ اینچ)، ارتفاع آن در حالت طبیعی ۱٬۲۶۰ میلیمتر (۵۰ اینچ) و وزن آن در حالت طبیعی ۷۰۰ کیلوگرم (۱٬۵۰۰ پوند) است.
موتور آن ۴۹۸ سی‌سی سیستم جعبه‌دندهٔ آن به صورت دستی است.